# Mariä Himmelfahrt (Reichertsheim)

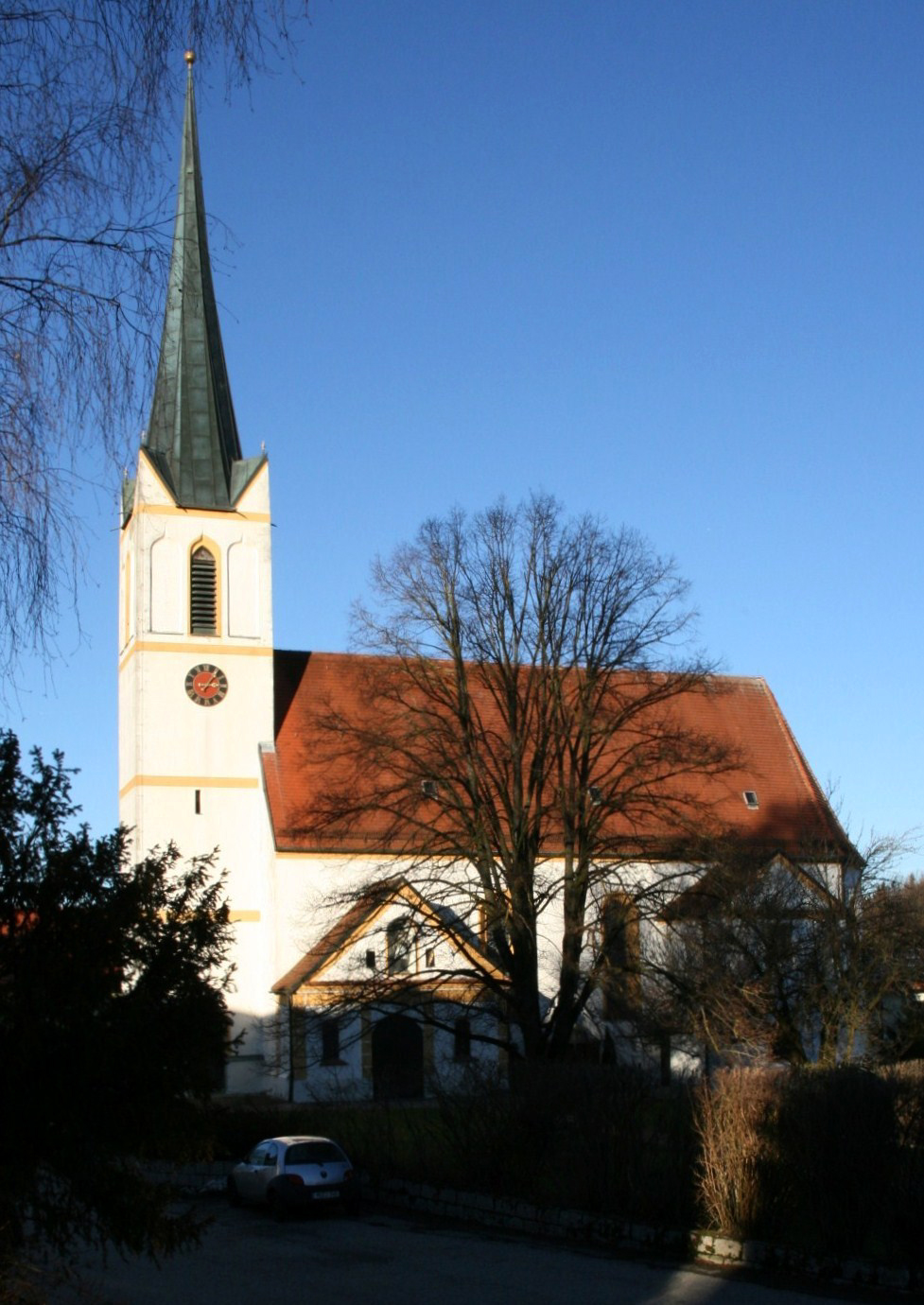
Mariä Himmelfahrt in Reichertsheim

Die römisch-katholische Pfarrkirche Mariä Himmelfahrt steht in Reichertsheim, einer Gemeinde im oberbayerischen Landkreis Mühldorf am Inn. Sie ist in der Liste der Baudenkmäler in Reichertsheim als Baudenkmal unter der Nr. D-1-83-140-1 eingetragen. Die Kirche gehört zum Dekanat Mühldorf im Erzbistum München und Freising.

## Beschreibung
Die spätgotische Saalkirche wurde im späten 15. Jahrhundert erbaut und 1718 barock umgestaltet. Sie besteht aus dem Langhaus zu drei Jochen, dem dreiseitig geschlossenen Chor zu zwei Jochen mit Fünfachtelschluss im Osten und dem Fassadenturm im Westen, der mit einem spitzen Helm bedeckt ist. Sein oberstes Geschoss enthält den Glockenstuhl mit vier Kirchenglocken, das Geschoss darunter die Turmuhr.
Die 1764 angebrachte Deckenmalerei mit der Himmelfahrt Mariens im Innenraum des Langhauses wird Balthasar Mang zugeschrieben. Auf dem Altarretabel des Hochaltars ist eine Mondsichelmadonna dargestellt. Der Chorbogen wird von Skulpturen des Johannes Nepomuk und des Florian von Lorch flankiert. Die Orgel wurde 1924 von der Gebr. Späth Orgelbau errichtet.